# Мирвети
Мирвети (груз. მირვეთი) — село в Грузии, на территории Хелвачаурского муниципалитета автономной республики Аджария.

## География
Село находится в юго-западной части Грузии, на левом берегу реки Чорох, на расстоянии 6 километров (по прямой) к юго-востоку от города Батуми, административного центра муниципалитета и автономной республики. Абсолютная высота — 47 метров над уровнем моря.

## Население
По результатам официальной переписи населения 2014 года, в Мирвети проживало 57 человек (27 мужчин и 30 женщин). В национальной структуре населения грузины составляли 100 %.
| Год  | Население, человек |
| ---- | ------------------ |
| 2002 | 66                 |
| 2014 | ↘ 57               |